# 칠대한
칠대한(七大恨, 만주어: ᠨᠠᡩᠠᠨ
ᠠᠮᠪᠠ
ᡴᠣᡵᠣ 穆麟德 : nadan amba koro)은 청 태조 누르가치가 1618년(천명 3년) 4월 13일에 반포한 조칙이자 선전포고문으로 누르가치는 이 조칙을 반포한 명나라와 전쟁을 일으켰다.
《만문노당(滿文老檔)》4월 13일 기사에는 칠대한을 만문으로 자세히 기술하고 있다. 노당에 적힌 칠대한은 다음과 같다.
1. 내 부친과 조부는 한의 경계의 풀 한 포기 꺾지 않았고, 흙 한줌 떨어지게 하지 않았다. 단지 국경 바깥의 일에 나의 조부와 부친을 연류 시켜 죽였다.
그것이 첫 번째 원한.
2. 그와 같이 죽였지만 내 또한 좋게 사는 것을 좋아하여, 석비를 세우고 한족과 여진족 누구라도 한의 경계를 넘는다면 넘은 사람을 본 사람이 죽이도록 하자!
알고 죽이지 않으면, 죽이지 않은 사람에 죄 받도록 하자! 하며 맹세하였다.
그와 같이 맹세한 말을 어기고, 한족 군대가 변경 나가서 예허에 도와서 지키며 머물렀다. 그것이 두 번째 원한.
3. 또 뇨왕야하로부터 남쪽, 강변으로부터 북쪽으로 매년 한족이 몰래 경계를 넘어서 여진의 땅을 빼앗고 약탈하고 침해할 적에
"원래 맹세한 말 있었다."하며 경계 나간 한족 사람을 죽인 것 사실이다. 그와 같이 죽인 뒤에 원래 맹세한 말을 고려하지 않고 
"어찌하여 죽였느냐?" 하며 광녕에 고두하러 간 나의 강우리와 팡이나를 잡아 쇠사슬 묶어서 나를 협박하며 "나의 10 사람을 가져와서 경계에서 죽여라!"하며 죽이게 하였다. 그것이 세 번째 원한.
4. 변경에 나가서 군대 지키며 머물고, 나의 혼례예물 주었던 계집 아이를 몽골에 주었다. 그것이 네 번째 원한.
5. 여러 세대 동안 각자 한의 경계를 지키며 산 차이하, 파나하, 산차라 이 3 지방의 여진땅에 씨뿌리고, 김맨 양식을 가지지 못하게 하고, 한족 군대가 변경을 나와서 몰아냈다.
그것이 다섯 번째 원한.
6. 경계 바깥의 하늘이 꾸짖은 예허의 말을 취해서. 악한 말 말하며, 글을 만들고, 사람 파견하고, 나를 조목 조목의 원한 만들며 창피하게 하였다. 그것이 여섯 번째 원한.
7. 하다의 사람이 예허를 도와서 나에게 2번 군대를 보냈었다. 내 보복으로 정벌할 적에 하늘이 하다를 나에게 주었다. 하늘이 나에게 준 뒤에 한족 한은 또 하다를 도와서 나를 협박하며, "그의 땅에 보내라!"하며 보내게 하였고
내가 보낸 하다의 사람을 예허의 사람이 여러 번 군대 습격하여 가져갔다. 하늘의 아래 여러 나라의 사람은 서로 싸우느리라. 하늘이 꾸짖은 사람은 패하고 죽는다. 하늘이 동의한 사람은 이기고 산다. 전쟁에서 죽은 사람을 부활하게 할, 얻은 포로를 돌려보내는 전례가 있더냐? 하늘이 임명한 큰 나라의 한 되면 모든 나라에 모두모두 주인이니라. 나한테만 홀로 어찌하여 주인? 먼저 훨운 모두 한 편이 되어서 나를 정벌했다. 그와 같이 전쟁 시작했다. 훨운을 하늘이 꾸짖었고, 나를 하늘이 인정했다. 이 한족 한이 하늘에 반대하려는 것처럼 하늘이 꾸짖은 예허에 도와서
"잘못을 옳다! 옳음을 잘못했다!"
하며 어찌하여 심문하느냐? 그것이 일곱 번째 원한.

## 같이 보기
- 명청 전쟁